# Walkin' My Baby Back Home
"Walkin' My Baby Back Home" är en sång med musik av Fred E. Ahlert och text av Roy Turk från 1930. Den blev populär 1931 med inspelade versioner av Nick Lucas, Ted Weems, the Charleston Chasers, Lee Morse och Louis Armstrong med Zilner Randolphs orkester.
En inspelning gjordes av Jo Stafford, den 9 november, 1945 och gavs ut av Capitol Records på skivan Songs by Jo Stafford.
Harry Richman spelade in låten den 4 november, 1947 på Decca Records.
En stor hit blev Nat King Coles inspelning från den 4 november, 1951 på Capitol Records. Den kom på åttonde plats på topplistan i USA 1952. Låten kom på fjärde plats på topplistan år 1952 i en version med Johnnie Ray inspelad i februari 1952 på Columbia Records.

## Sakta vi gå genom stan
Beppe Wolgers gjorde en fri översättning av texten till svenska, "Sakta vi gå[r] genom stan", med handlingen förlagd till Stockholm. Monica Zetterlund sjöng den först i en kabaré av Beppe Wolgers under hösten 1961, då hon också gjorde en insjungning på en EP-skiva på märket Philips. Låten spelades in i Metronomestudion på Karlbergsvägen år 1961. Denna version blev en stor hit i Sverige och "sången publiken alltid ville höra". Sången kom sedan med på Zetterlunds andra album Ahh! Monica 1962. Jazzarrangemanget är av Georg Riedel, som också medverkar som orkesterledare på inspelningen. Musiker på inspelningen är Georg Riedel på bas, Yngve Sandström på flöjt, Egil Johansen på trummor, Bengt-Arne Wallin på trumpet och Jan Johansson på piano.
Eva Dahlgren sjöng sin version av sången i Kjell Alinges radioprogram Eldorado, och den var med på samlingsalbumet Eldorado. Stjärnornas musik (1982).
På skivomslaget benämns låten som "Sakta vi gå genom stan", en redan på 1960-talet ålderdomlig pluralform för verbet "gå". Detta har gjort att den ofta omnämns så, även om det i texten står "går", något som också Monica Zetterlund sjunger.